# Кубок Австрії з футболу 1969—1970
Кубок Австрії з футболу 1969–1970 — 36-й розіграш кубкового футбольного турніру в Австрії. Титул вперше здобув Ваккер (Інсбрук).

## Календар
| Раунд            | Дата                                            | Матчі | Клуби   |
| ---------------- | ----------------------------------------------- | ----- | ------- |
| Попередній раунд | 10 серпня 1969                                  | 1     | 33 → 32 |
| 1/16 фіналу      | 9-15 серпня 1969, 17 серпня 1969 (перегравання) | 16+1  | 32 → 16 |
| 1/8 фіналу       | 17 вересня 1969 - 30 березня 1970               | 8     | 16 → 8  |
| 1/4 фіналу       | 11-15 квітня 1970                               | 4     | 8 → 4   |
| 1/2 фіналу       | 7 травня 1970, 20 травня 1970 (перегравання)    | 2+1   | 4 → 2   |
| Фінал            | 28 травня 1970                                  | 1     | 2 → 1   |

## Попередній раунд
| Команда 1      | Рахунок | Команда 2      |
| -------------- | ------- | -------------- |
| 10 серпня 1969 |         |                |
| Швехат (2)     | 6:2     | Капфенберг (2) |

## 1/16 фіналу
| Команда 1                  | Рахунок | Команда 2            |
| -------------------------- | ------- | -------------------- |
| 9 серпня 1969              |         |                      |
| Аустрія (Лустенау) (2)     | 0:2     | Вінер Шпорт-Клуб     |
| Енцешфельд-Гіртенберг (2)  | 0:1     | Аустрія (Клагенфурт) |
| Лустенау 07 (2)            | 0:3     | ЛАСК Лінц            |
| Флорідсдорфер (3)          | 1:7     | Адміра (Відень)      |
| Ред Стар Кніттельфельд (3) | 0:3     | Грацер               |
| Зальцбургер 1914 (2)       | 2:5     | Аустрія (Відень)     |
| Урфар (3)                  | 0:1     | Рапід (Відень)       |
| Радентгайн (2)             | 3:2     | Айзенштадт           |
| Донавіц (2)                | 3:3 дч  | Ферст Вієнна         |
| 10 серпня 1969             |         |                      |
| Кундль (2)                 | 2:3     | Штурм                |
| Шварц-Вайсс (Брегенц) (2)  | 2:1     | ФК Дорнбірн          |
| Фроєнкірхен (2)            | 4:2     | Ваккер (Відень)      |
| Бішофсгофен (2)            | 2:3     | Ваккер (Інсбрук)     |
| Рапід (Лієнц) (2)          | 1:4     | ВШГ Ваттенс          |
| Тульн (2)                  | 2:1 дч  | Аустрія (Зальцбург)  |
| 15 серпня 1969             |         |                      |
| Швехат (2)                 | 4:1     | ФОЕСТ (Лінц)         |

Перегравання
| Команда 1      | Рахунок | Команда 2   |
| -------------- | ------- | ----------- |
| 17 серпня 1969 |         |             |
| Ферст Вієнна   | 3:1     | Донавіц (2) |

## 1/8 фіналу
| Команда 1        | Рахунок | Команда 2                 |
| ---------------- | ------- | ------------------------- |
| 17 вересня 1969  |         |                           |
| ЛАСК Лінц        | 6:0     | Адміра (Відень)           |
| 20 вересня 1969  |         |                           |
| Тульн (2)        | 2:3     | Шварц-Вайсс (Брегенц) (2) |
| Штурм            | 1:0     | Аустрія (Клагенфурт)      |
| 2 листопада 1969 |         |                           |
| Грацер           | 3:2     | ВШГ Ваттенс               |
| 14 грудня 1969   |         |                           |
| Аустрія (Відень) | 0:1     | Радентгайн (2)            |
| 1 лютого 1970    |         |                           |
| Ферст Вієнна     | 1:0     | Вінер Шпорт-Клуб          |
| 8 лютого 1970    |         |                           |
| Рапід (Відень)   | 3:5     | Ваккер (Інсбрук)          |
| 30 березня 1970  |         |                           |
| Швехат (2)       | 5:0     | Фроєнкірхен (2)           |

## 1/4 фіналу
| Команда 1                 | Рахунок | Команда 2      |
| ------------------------- | ------- | -------------- |
| 11 квітня 1970            |         |                |
| Шварц-Вайсс (Брегенц) (2) | 6:2     | Швехат (2)     |
| 15 квітня 1970            |         |                |
| Ваккер (Інсбрук)          | 3:2     | Грацер         |
| ЛАСК Лінц                 | 4:0     | Радентгайн (2) |
| Штурм                     | 3:2 дч  | Ферст Вієнна   |

## 1/2 фіналу
| Команда 1                 | Рахунок | Команда 2 |
| ------------------------- | ------- | --------- |
| 7 травня 1970             |         |           |
| Шварц-Вайсс (Брегенц) (2) | 2:2 дч  | ЛАСК Лінц |
| Ваккер (Інсбрук)          | 2:0     | Штурм     |

Перегравання
| Команда 1      | Рахунок | Команда 2                 |
| -------------- | ------- | ------------------------- |
| 20 травня 1970 |         |                           |
| ЛАСК Лінц      | 3:3 дч* | Шварц-Вайсс (Брегенц) (2) |

Клуб ЛАСК Лінц здобув перемогу після жеребкування.

## Фінал
| 28 травня 1970 |

| Ваккер (Інсбрук) | 1:0      | ЛАСК Лінц |
| ---------------- | -------- | --------- |
| Еттмаєр 53'      | Протокол |           |

| Бундесштадіон Зюдштадт, Марія-Енцерсдорф Глядачів: 1 800 Арбітр: Франц Верер |